# Ali Aref Bourhan
Ali Aref Bourhan, né à Tadjourah en 1934, est un homme politique de la côte française des Somalis, puis du territoire français des Afars et des Issas, devenu la république de Djibouti.

## Biographie
Issu d'une famille de notables afars (son arrière-grand-père est « pacha de Zeila » , son grand-père est le premier « chef du village » de Djibouti en 1888, et son père chef de quartier), il tient un rôle politique de premier plan dans le territoire entre 1957 et 1976.

### Carrière politique
Il commence sa vie politique au sein du Club de la jeunesse dankalie. À sa création, en juillet 1952, il en est le vice-président. Élu à l'Assemblée territoriale en juin 1957, puis en novembre 1958, il devient Premier ministre du territoire en juin 1960, remplaçant Ahmed Dini. Il est également ministre des Travaux publics et du Port, contrôlant la principale activité du territoire. En 1963, il impulse l'accord d'Arta qui tente d'unifier les communautés sous la souveraineté française.
Avec l'Union démocratique afar (UDA), il gagne les élections territoriales en 1963. Après les « événements » d'août 1966, il quitte le gouvernement (remplacé par Mohamed Kamil Mohamed). Il appelle à voter pour le maintien du territoire sous souveraineté française lors du référendum de mars 1967. Il devient vice-président du Conseil de gouvernement en avril 1967. En novembre 1968, Ali Aref gagne les élections territoriales. Son parti, Union dans l’ensemble français, remporte l'ensemble des circonscriptions lors des élections de novembre 1973, avec le soutien de l'administration.
Lié aux milieux gaullistes, il appelle à voter Jacques Chaban-Delmas au premier tour de l'élection présidentielle de 1974. Le candidat gaulliste obtient 71 % des voix au TFAI. Malgré l'appel d'Ali Aref en faveur de Valéry Giscard d'Estaing pour le second tour, l'élection entraîne sa chute. En novembre 1975, il crée l'Union nationale pour l'indépendance (UNI). Il démissionne le 17 juillet 1976 (remplacé par Abdallah Mohamed Kamil), et n'est pas associé aux négociations qui précèdent l'indépendance du territoire en juin 1977.
Après l'indépendance, Ali Aref se lance dans les affaires. Il dirige en particulier un hôtel, le Plein Ciel.

#### Ali Aref et la violence
Ali Aref a soutenu la politique de coercition imposée à la population de Djibouti entre 1966 et 1977 pour tenter de maintenir le territoire sous souveraineté française. Il a aussi été victime de violences, et a en particulier fait l'objet de plusieurs tentatives d'assassinat. En mai 1968, les militants nationalistes somalis Omar Osman Rabeh, et Omar Elmi Kaireh sont condamnés à mort à la suite d'un attentat. Malgré les pressions d'Ali Aref, leurs peines sont commuées en prison à perpétuité et ils sont finalement échangés contre l'ambassadeur de France en Somalie en 1975.
Al Aref est emprisonné en janvier 1991, à la suite de l'affaire dite du « cimetière d'Ambouli ». Jugé et condamné en juillet 1992, il est « gracié » en novembre 1993.

### Vie privée
Il se fiance le 15 mai 1971 à Carcassonne avec Régine Soulé, institutrice à Pibrac. Ils divorcent en 1980. Ali Aref s'est remarié le 14 mai 2014 avec Filsane Mohamed Miguil une gestionnaire administrative commerciale djiboutienne. Ali Aref Bourhan a un fils, Karim Aref Bourhan né le 7 février 1980 à Djibouti.